# Hempnall
Hempnall is een civil parish in het bestuurlijke gebied South Norfolk, in het Engelse graafschap Norfolk met 1292 inwoners.